# Leopold Petznek
Leopold Petznek, né le 30 juin 1881 à Bruck et mort le 27 juillet 1956  à Vienne (Autriche), est un homme politique autrichien, député social-démocrate de Basse-Autriche.

## Biographie
Leopold Petznek est le fils de modestes paysans de Basse-Autriche, Franz Petznek et son épouse, née Maria Mackmayer. Il est tôt orphelin et reçoit son éducation dans un orphelinat de Mödling à partir de 1889, fondé par l'anatomiste Josef Hyrtl.
Élève brillant, il poursuit ses études à Sankt-Pölten et à Vienne. Il est instituteur de campagne 1900 à 1911, puis instituteur à l'orphelinat de Mödling de 1911 à 1930, où il enseigne l'allemand et l'histoire-géographie. Il devient directeur de l'école secondaire de Mödling de 1930 à 1933 et prend sa retraite en 1933. Il épouse Emilie Bärnat qui lui donne un fils, Otto (1907-1996), mais la jeune femme souffre de troubles psychiatriques et finit par être enfermée à l'hôpital psychiatrique de Mauer-Öhling (de), où elle meurt le 9 juin 1935.
En 1919, alors que l'empire vaincu a été morcelé et que l'Autriche est depuis peu une république, il fait la connaissance de la princesse de Windisch-Graetz, née archiduchesse Élisabeth-Marie d'Autriche (1883-1963), petite-fille de l'empereur et roi François-Joseph Ier et fille de l'archiduc-héritier Rodolphe d'Autriche mort tragiquement à Mayerling en 1889. La princesse est à l'époque plongée dans des procédures judiciaires pour obtenir la séparation d'avec son époux. Le leader politique et la princesse deviennent amants en 1921. La princesse se convertit au socialisme. Elle utilise sa fortune pour subventionner le parti et elle est surnommée l'« archiduchesse rouge » par la presse de l'époque. Elle obtient la séparation de corps en 1924 (le divorce n'existe pas à l'époque, il sera introduit par le régime du Troisième Reich) et, en 1929, le député s'installe en ménage avec elle dans sa grande villa entouré d'un parc de 2,7 ha à Hütteldorf, quartier résidentiel éloigné du centre-ville de Vienne.

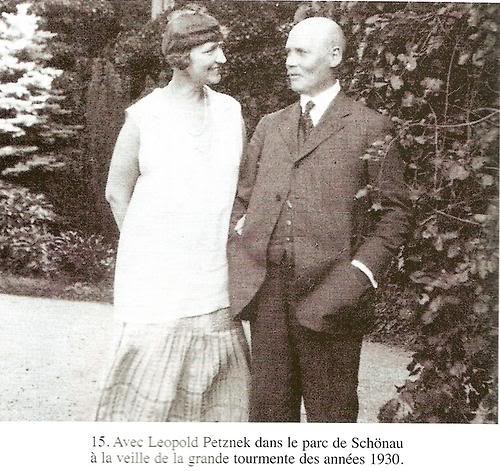
Léopold Petznek et la princesse de Windichgraetz.

Leopold Petznek est élu député social-démocrate à la diète de Basse-Autriche de 1921 à 1934 (et il en est le deuxième président de 1927 à 1934) et fait quelques mois de prison au début de 1934, pour avoir, selon Carl Karwinsky, secrétaire d'État à la sécurité, dressé les ouvriers contre le gouvernement. Il est libéré en juillet 1934. La villa Windisch-Graetz est perquisitionnée et la police rapporte que l'ancienne archiduchesse expédie de l'argent en Tchécoslovaquie, où elle est en relation avec des membres du parti social-démocrate et a fait passer de nuit clandestinement la frontière au socialiste Otto Bauer, ce qu'elle nie, son chauffeur ne quittant pas la villa la nuit. En fait Otto Bauer a été transporté à la frontière par d'autres moyens. La princesse continue secrètement d'aider d'autres militants. Le couple mène une vie retirée, et encore plus après l'Anschluss de 1938. Toutefois Petznek est arrêté en pleine rue le 22 juillet 1944, après l'attentat contre Hitler et déporté à Dachau le 20 septembre 1944. Il est libéré en avril 1945 par les troupes américaines.
À son retour, la villa est saccagée par des soldats soviétiques, puis réquisitionnée par les forces françaises d'occupation du général Béthouart qui en disposent jusqu'en 1955. Le couple, âgé et malade, vit dans une petite maison sans confort à proximité. Leopold Petznek accepte en novembre 1945 le poste de président de la Cour des comptes, devenu le premier socialiste à présider cette institution. Il y demeure jusqu'en février 1947.
Après que le divorce de sa compagne fut prononcé au début de l'année 1948, il épouse discrètement au bureau d'état-civil du quartier, le 4 mai 1948, l'ancienne archiduchesse.
Il meurt d'une crise cardiaque, le 27 juillet 1956, quelques mois après avoir réintégré la villa Windish-Graetz. Il est enterré dans l'intimité au cimetière d'Hütteldorf, le ministre de l'Intérieur Oskar Helmer ayant exprimé ses condoléances. Son épouse s'éteint  dans leur villa  en 1963.